# Proparachaeta quinquevittata
Proparachaeta quinquevittata är en tvåvingeart som beskrevs av Blanchard 1942. Proparachaeta quinquevittata ingår i släktet Proparachaeta och familjen parasitflugor. Inga underarter finns listade i Catalogue of Life.